# خيال (أدب)
الخيال هو أحد أنواع الأدب الذي يريد اختلاق إحداث غالبا ما توصف بأنها غريبة أو غير متصلة بالحياة الواقعية. غالبا ما ينتشر هذا النوع من الأدب في القصص والروايات.

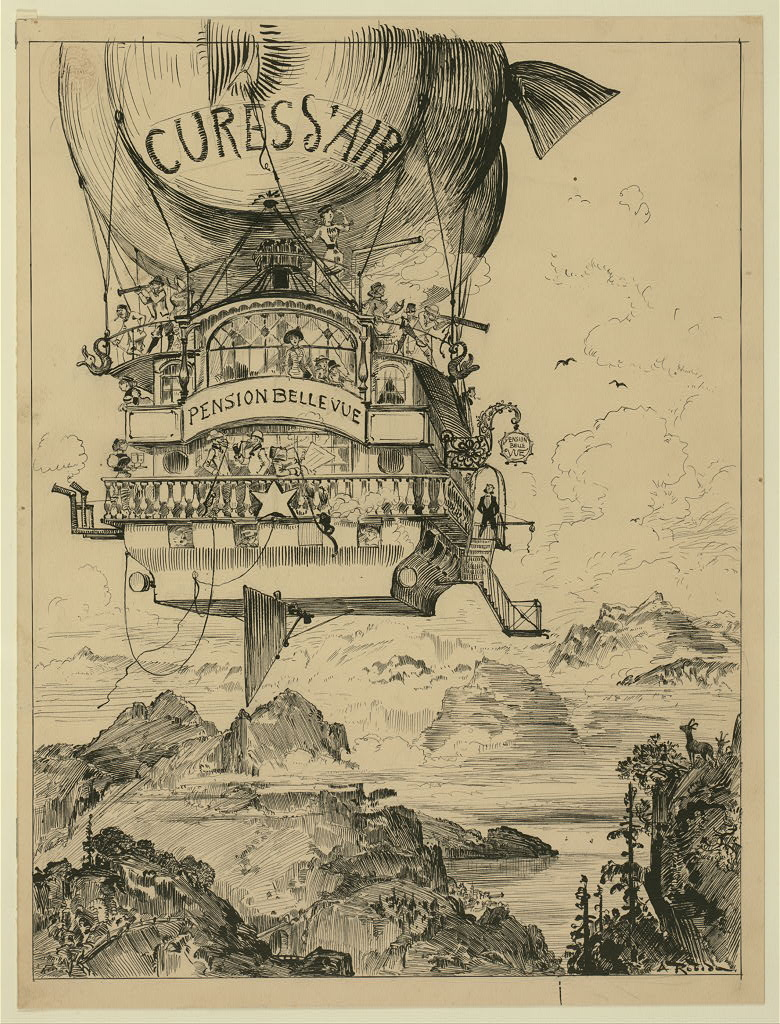
طبق طائر من وحي الخيال العلمي.

## تعريف الخيال
الخيال هو كل شيء لا يقر به عـقل الإنسان في الرؤيا والتي لا تكون في تصور عقله من عمق معرفته لشيء الذي لا معالم له.
مثل هل الخيال هو هاجس ينمي مخيلة فكر الإنسان للأشياء؟. أو بمعنى آخر: هل هو الشيء الذي يتخيله الإنسان من مخيلة فكره عن تمني أمنية؟ أو هو عندما ينام الإنسان، ويصحو عن حلم ولم يحقق ما يذكر من الحلم ولكن يبقى هاتف في داخله؟، أو كألوان الطيف تشاهد وتختفي ولكن تحقق رؤيتها، مثل الغيوم في السماء. والغيوم أيضا يشاهد بها أشياء، من ما رسمته الغيوم بعضها لبعض والدخان. مثلا: يرسم بألوانه المختلطة أشكالا وكأنها أشياء تختلف في رؤيتها تشاهد على حسب منظار الشخص من آخر لآخر. أو بمعنى أن الخيال: هو شيء يتشكل عن طريق عمل ممتزج وأختلط عن طريق أبخرة أو عن طريق عرق، أو أن الرياح صنعت به أشكالا. أو هو مجرد أوهام تصنعه مخيلة الإنسان. أو ما جاء من ضباب على العين وشاهد أشكالا. أو أن الخيال لا يوجد له دليل ولا يرتكز إلى قاعدة مثل السراب أو هو ما وراء السراب أو هو كل شيء مبتدع لم تكن له نتيجة ولم يتحقق بها رؤية ينضجها الفكر وتكون غير قابلة إلى معرفة العقل.

## نظرة بعض الناس للخيال والخياليين
يعتقد بعض الناس ان الخيال ناتج عن شيء يريده ولم يحصل عليه والخيال انتج عن الغباء ويعتقدون ان الخياليون اغبياء وعديمي الحيلة.
لكن الخيال هو شغف والخيال شيء جيد للإنسان حيث أنه يتمتع بالحلم والشغف والخيال حاجة جيدة.
يقول العالم الألماني الشهير اينشتاين «الخيال أهم من المعرفة» لان المعرفة والمعلومات يمكن لاي أحد أن يصل إليها لكن الخيال يوظف هذه المعرفة للوصول إلى الحقيقة.